# Roy Helu
Roy Ziegler Helu Jr. (Danville, 7 dicembre 1988) è un giocatore di football americano statunitense che gioca nel ruolo di running back per gli Oakland Raiders della National Football League (NFL). Fu scelto nel corso del quarto giro (105º assoluto) del Draft NFL 2011 dai Washington Redskins. Al college ha giocato a football all'Università del Nebraska-Lincoln.

## Carriera professionistica

### Washington Redskins
Helu fu scelto dai Washington Redskins nel corso del quarto giro del Draft 2011. Il 6 novembre 2011 nella sua prima gara come titolare in carriera, Helu stabilì il nuovo record di franchigia dei Redskins per ricezione in una gara, 14, in una sconfitta contro i San Francisco 49ers. Nei due turni successivi, in sconfitte contro Miami e Dallas, Helu corse 14 volte e ricevette 5 passaggi poiché l'allenatore Mike Shanahan gli fece dividere i minuti in campo come running back con Ryan Torain.
Il 27 novembre 2011, Helu corse l'allora record di franchigia dei Redskins per un rookie di 108 yard su 23 possessi, con un touchdown, contro i Seattle Seahawks che vantavano una delle migliori difese sulle corse. Dopo questa prestazione fu nominato running back titolare da Shanahan, a cui rispose con 2 prestazioni da oltre 100 yard yard. La striscia di tre gare consecutive da oltre 100 yard corse divenne un record per i rookie dei Redskins. A fine stagione, Helu guidò i Redskins in yard corse. Il 16 gennaio 2012, Helu, assieme al compagno Ryan Kerrigan, fu inserito nella formazione ideale dei rookie da Pro Football Weekly e dalla Pro Football Writers of America.
Prima della stagione 2012, Helu sembrò in competizione per il posto di running back titolare con Tim Hightower e Evan Royster ma alla fine a spuntarla fu il rookie Alfred Morris. La sua annata ebbe però vita breve, dal momento che si concluse il 26 settembre a causa di un infortunio al piede.
Helu tornò in campo nella stagione 2013, segnando il suo primo touchdown nella settimana 4 contro gli Oakland Raiders. Nella settimana 7 contro i Chicago Bears stabilì un nuovo primato personale segnando 3 touchdown su corsa e guidando la squadra alla vittoria per 45-41.

### Oakland Raiders
Il 10 marzo 2015, Helu firmò con gli Oakland Raiders.

## Palmarès
- PFWA All-Rookie Team - 2011

## Statistiche
| Partite totali      | 48    |
| Partite da titolare | 5     |
| Yard corse          | 1.132 |
| Touchdown su corsa  | 7     |

Statistiche aggiornate alla stagione 2014